# Oráculo (informática)
Un oráculo en informática es un principio heurístico mediante el cual podemos determinar la naturaleza del test (true/false). En las pruebas de software, un oráculo nos ayuda a determinar si el resultado de una prueba es correcto o no.
Un oráculo en testing, es el mecanismo usado para determinar si los resultados generados son los esperados. Para que sea completo debe presentar tres características:
```
   #Generador: proporciona los resultados esperados para cada prueba.
   #Comparador: compara los resultados esperados y los obtenidos.
   #Evaluador: Comprueba los resultados y determina si el test es correcto/incorrecto (true/false).
```

Ejemplos:    
```
   * Especificaciones y documentación
   * 
True oracle
 (
algoritmos
, subrutinas, etc)
   * Oráculos heurísticos
   * Oráculos estadísticos
   * Juicio 
humano
```